# Guías
En la gastronomía mexicana, las guías de chayote (Sechium edule; en náhuatl, chayoquilitl; en totonaco, macampu) y las guías de calabaza (Cucurbita moschata; en náhuatl, ayoquilitl; en totonaco, nix'pi) son los tallos o retoños tiernos de estas plantas, considerados comestibles en el centro y sur de México. A nivel culinario, tienen la misma consideración que los quelites (hierbas silvestres) o verduras de hoja. 
En el estado de Oaxaca se usan las guías de calabaza para elaborar la sopa de guías o güichi, la cual también incluye el fruto y la flor de la calabaza, entre otro ingredientes, de manera que se aprovecha prácticamente toda la planta. Su consumo se da principalmente en la época de lluvias, entre mayo y noviembre, y se encuentra disponible en los mercados de la región. Entre los mazatecos es popular también elaborar caldos con guías de chayote. En la Sierra Norte de Puebla se acostumbra usar guías de chayote (o bien chayotextle, la raíz del chayote) para elaborar el chilpozontle, un caldo similar a un mole de olla. También en esta área poblana se puede encontrar el tamal de guías de calabaza.
Frecuentemente las guías se venden con todo: las hojas, los zarcillos y los botones de flores que posteriormente crecerán y madurarán hasta convertirse en calabazas. Por ello, se deben limpiar antes de ser cocinadas. 